# Bindo Altoviti

Bindo Altoviti por Rafael

Bindo Altoviti (Roma, 1491 - ibid., 1557), de la Casa de Altoviti, fue uno de los banqueros papales más influyentes de su generación y mecenas de las artes ya que cultivó estrechas amistades con artistas como Vasari, Cellini, Rafael y Miguel Ángel.
Su padre fue Antonio Altoviti, maestro papal de la Casa de la Moneda, y su madre la Papessa Dianora Altoviti, sobrina de Giambattista Cibo, el papa Inocencio VIII. Uno de los descendientes directos de Bindo fue el papa Clemente XII.

## Vida
Bindo Altoviti nació en 1491. Poco se sabe acerca de su juventud o educación temprana. Como los Altoviti tenía vínculos de sangre con las casas de Cybo y Médici y alianzas con la Della Rovere, el papa Julio II, Guiliano della Rovere, se convirtió en un mentor de Bindo como lo fue para sus posteriores sucesores Leon X —Giovanni de Médici— y  Clemente VII —Giulio de Médici—. Bindo fue incluido entre los jóvenes nobles educados en la corte papal, donde asistió el rehén  Federico Gonzaga, el hijo de  Isabella d'Este y futuro duque de Mantua. Durante estos años también fue presentado a Bramante,  Rafael y Michelangelo.
Al mismo tiempo, Altoviti tenía desde entonces fuertes inclinaciones republicanas. Bindo se hizo conocido no solo por ser un joven aristócrata apuesto, que tenía más en su haber que mera pulcritud, arriesgando la riqueza y el poder por sus ideales. Se casó con Fiammetta Soderini, sobrina de Piero Soderini, jefe del gobierno  florentino y quien, junto con su segundo canciller, Nicolás Maquiavelo, formó sin éxito un ejército de milicias nacionales para defender Florencia contra el regreso de los Medici. Sin embargo, leal a la familia, la carrera de Bindo floreció bajo los papados de Leon X y Clemente VII.

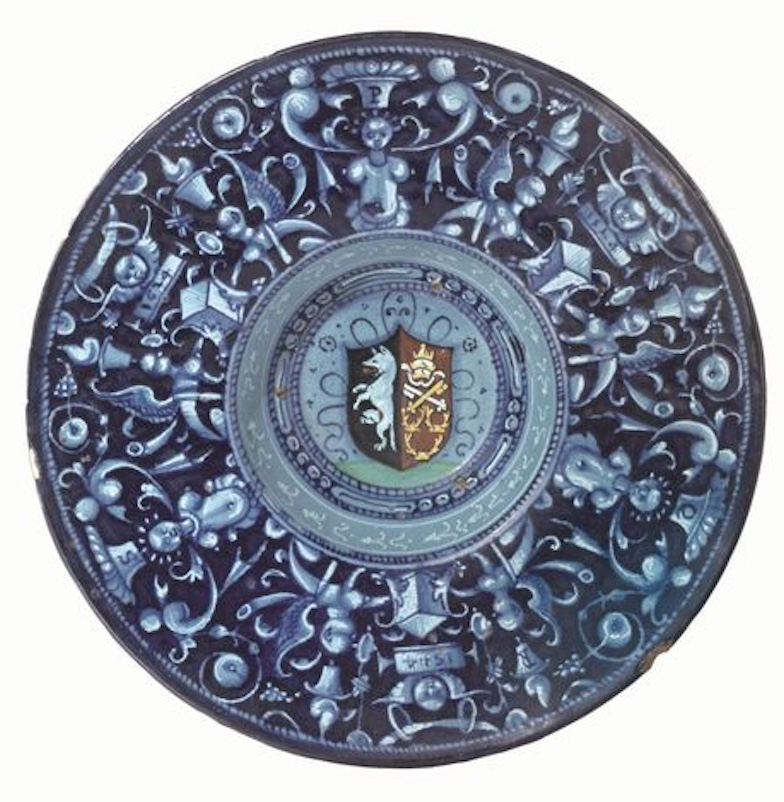
Tondino con los escudos de Bindo Altoviti, Fiammetta Soderini y la Santa Sede

De los documentos en los archivos del Vaticano, es posible rastrear el aumento de Bindo a la prominencia como banquero. Respetado en la corte papal, contribuyó a las festividades de Leo X. Estableció sociedades con los Spinelli, Ricci, Pucci y Ruspoli , promoviendo la carrera de Bartolomeo Ruspoli, quien estaba emparentado con el cardenal Niccolò Ardinghelli , un miembro influyente de la fracción de Farnese. y socio íntimo de Alessandro Farnese, futuro papa Pablo III.

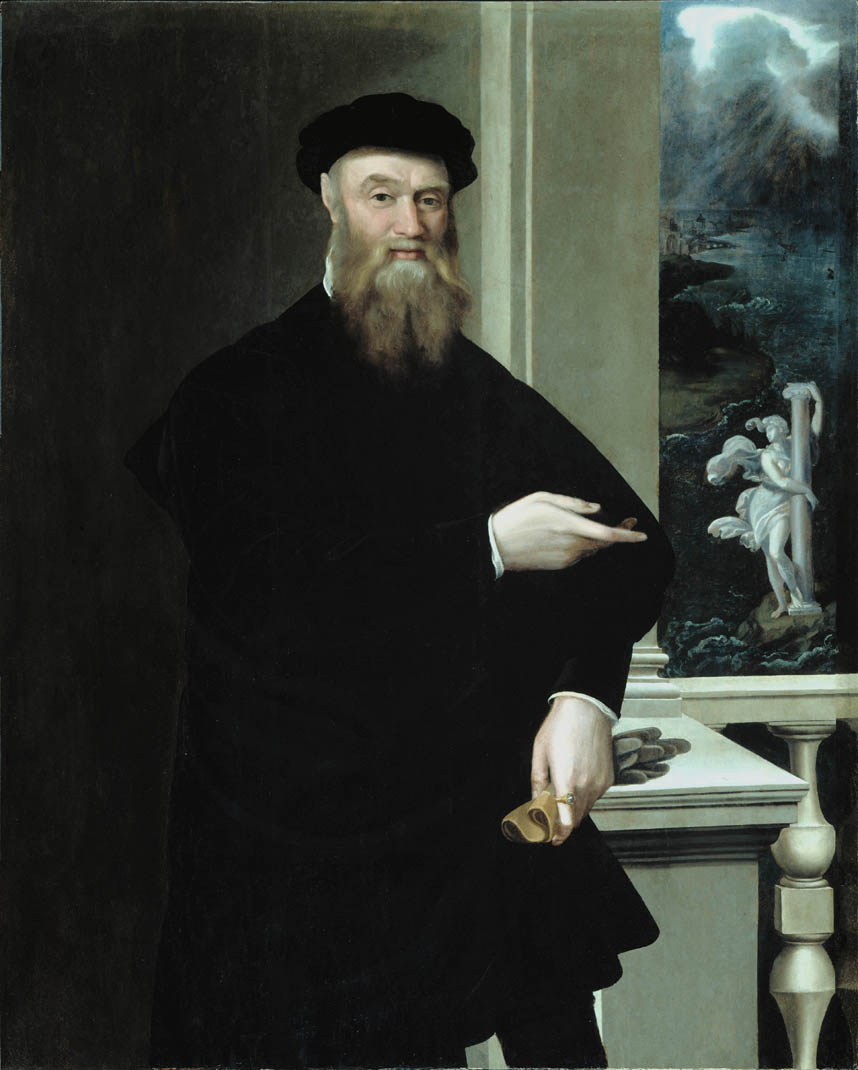
Retrato de Bindo Altoviti por Jacopino del Conte

Después de la muerte de su rival Agostino Chigi y el  saqueo de Roma en 1527, solo unos pocos bancos ricos tenían la capital para evitar el caos económico. Compitiendo con los feroces banqueros genoveses y los alemanes  Fugger y  Welser; los Strozzi, Salviati y Altoviti se convirtieron en los principales banqueros florentinos y curiales ya que tuvieron la oportunidad de participar en transacciones de crédito masivas, controlando una esfera cada vez mayor de finanzas papales. Bindo fue nombrado «Depositario General», el principal banquero de los Estados Pontificios y comisionado jefe para la recaudación de impuestos, principalmente destinados a la reconstrucción de la Basílica de San Pedro. Gradualmente expandió y diversificó sus actividades financieras, estableció dependencias del Altoviti Bank en los mercados monetarios extranjeros como Francia, Holanda e Inglaterra. Entre sus clientes se encontraban el duque Carlos III de Saboya y el rey Enrique II de Francia, y con astucia política y financiera acumuló una de las fortunas privadas más grandes de Italia.

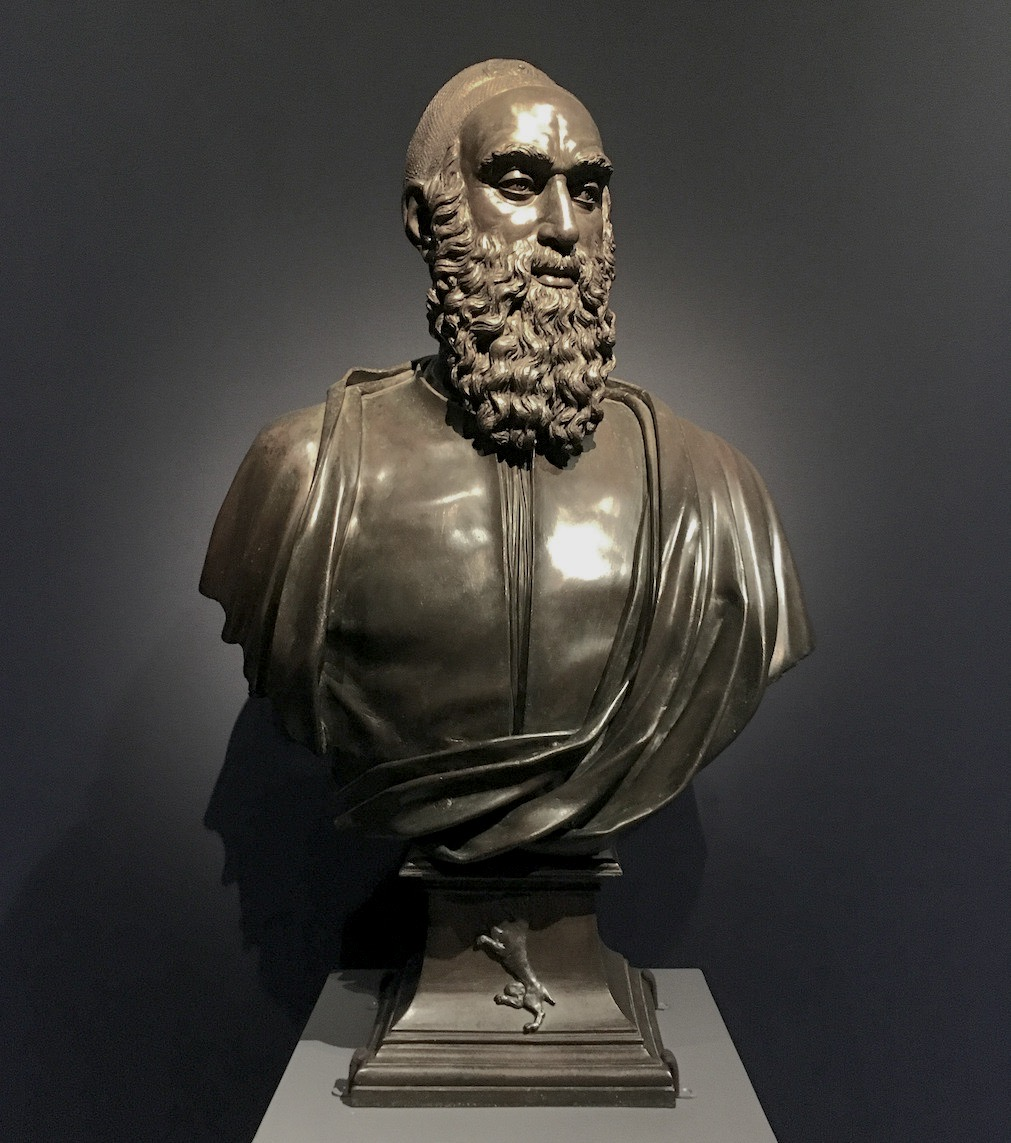
Busto de Bindo Altoviti por Cellini

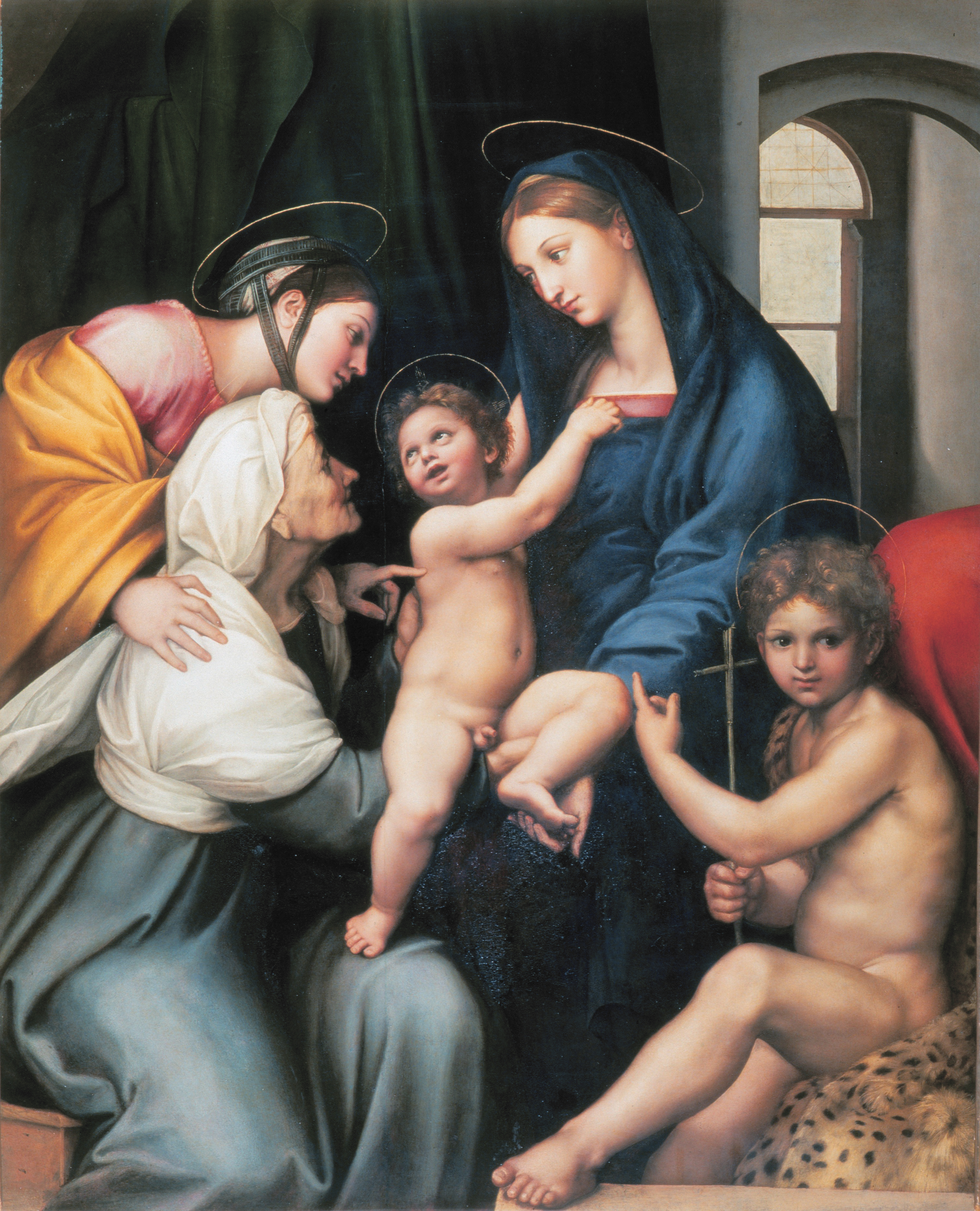
Madonna dell'Impannata por Raphael

Su vida y riqueza se centraron en la  Ciudad Eterna en lugar de en Florencia, pero él siguió y, a menudo, intervino directamente en los asuntos políticos de la patria florentina. Strong fue el vínculo entre las familias Altoviti y Strozzi, dictado no solo por el parentesco, sino también por la afiliación política. Él y el magnate Filippo Strozzi el Joven financiaron las tropas del  emperador Carlos V y el asedio de Florencia para restaurar la dominación de los Medici. Victorioso en la batalla de Gavinana, Alejandro de Medici, el hijo ilegítimo del duque Lorenzo II de Médici, aunque otros creen que en realidad era el hijo de Clemente VII y hermano de Catalina de Medici, se convirtió en  Duque de Florencia y nombró a Bindo como consejero ducal para un cargo público.
Después de la muerte de su primo y rival Hipólito de Médicis, el duque tuvo una caída con  Filippo Strozzi que había estado junto con su esposa Clarice de Medici, los guardianes de Catalina de Médici después de la muerte de su padre, quien conspiró con Hipólito para eliminar a Alejandro del poder. Alejandro fue asesinado por Lorenzino de Medici y ahora Bindo se encontró en un dilema dividido entre varias fracciones familiares, intereses políticos y financieros. Por un lado, era el tío del asesino, le dio dinero a Lorenzino y le aconsejó cómo escapar, pero por otro lado estaba afiliado a la rama superior de los Medici. Decidió ponerse del lado de la reina Catalina de Medici, que era enemiga de su primo Cosimo y había llegado a un acuerdo con Filippo Strozzi, y Pablo III, cuyo nieto Ottavio Farnese, duque de Parma se casó con Margarita de Austria , la hija ilegítima de Carlos V y viuda de Alessandro de Medici. En los sucesos, Bindo se convirtió en uno de los líderes de los exiliados florentinos en Roma. Proporcionó un respaldo financiero importante al ejército de los exiliados florentinos dirigidos por Filippo Strozzi. Derrotado en la batalla de Montemurlo, Filippo fue capturado, torturado y se suicidó en prisión.
No obstante, el nuevo duque, Cosme I de Médici y el banquero no podían permanecer en desacuerdo mucho tiempo. La tía de Cosme, Cassandra Altoviti y la cuñada de Bindo, María de Medici Soderini, les ayudaron a reconciliarse y Cosme recurrió al Altoviti Bank para conseguir sumas considerables de dinero. Cosme también se preocupó de consolidar las alianzas de su joven poder, nombró al cónsul Bindo Florentino en Roma, más tarde senador, movimientos que de ninguna manera mitigaron su creciente desprecio mutuo una vez más.
Paulo III y Bindo respaldaron a Giulio Cybo en Génova y al hijo de Filippo Strozzi, Piero Strozzi, que era como su padre, no un verdadero defensor de las libertades florentinas sino que tenía sus propias ambiciones de asegurar más poder para su familia. Durante la guerra de Siena, Bindo equipó a cinco compañías de tres mil soldados de infantería capitaneados por su hijo Giambattista Altoviti para unirse al ejército rebelde. Después de su derrota en la Batalla de Marciano, Piero huyó a Francia a la corte de Catalina de Médicis. Muchos miembros de Strozzi y Soderini fueron exiliados, encarcelados o declarados rebeldes. En represalia, Cosme declaró a Bindo rebelde y confiscó todas sus propiedades en Toscana, incluida la Madonna dell'Impannata de Rafael para su capilla privada en el Palacio Pitti.
Sin embargo, Bindo todavía estaba protegido por sus patronos, Pablo III y Julio III. De hecho, fue el destinatario de muchos favores y capaz de desarrollar un complejo imperio financiero, centrado en diversas empresas papales, en última instancia, elevar a uno de los banqueros más influyentes de su generación.
Continuó apoyando a los exiliados y la Casa de Valois de Francia. Dio un préstamo sustancial al marido esposo de Catalina de Médicis, Enrique II, con la esperanza de que se movería contra Florencia, que al final no sucedió, debido a los compromisos militares del rey contra Inglaterra y España.
Bindo murió en 1557, todavía confiado en la liberación de Florencia. Con la esperanza de traerlo de vuelta a Florencia, su familia había erigido un monumento funerario en la iglesia de Santi Apostoli, que permaneció vacante. En cambio, fue enterrado en la capilla de la familia en la iglesia de Trinità dei Monti en Roma.

## Patrón de las artes

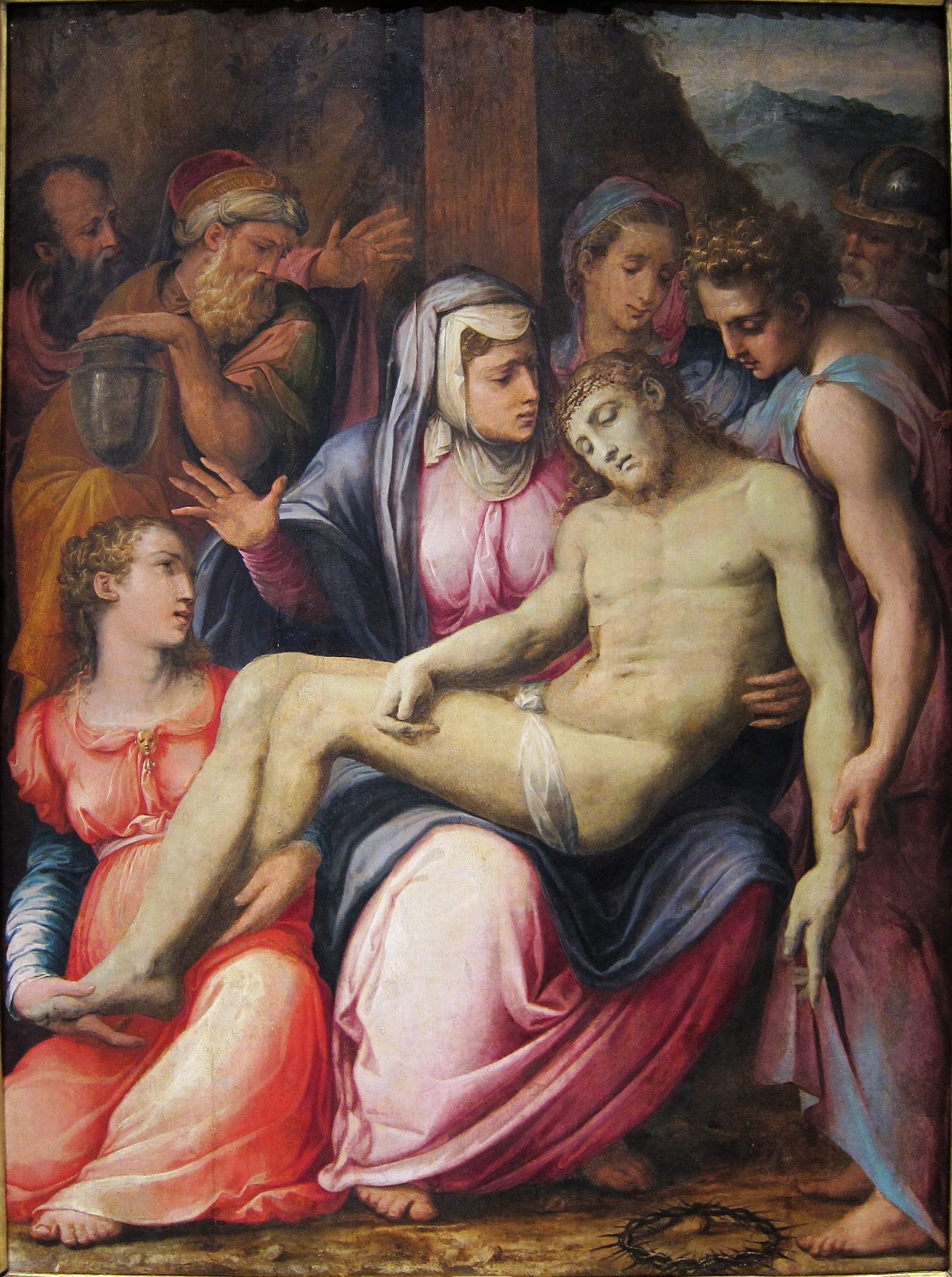
La Piedad de Vasari

Al igual que otros florentinos que otorgaron préstamos a los papas a cambio de los derechos a los ingresos papales, Bindo probó. Disfrutó de los recursos financieros para realizar renovaciones extensas a las propiedades que heredó de su padre y su villa suburbana en el Tíber para disfrutar de una creciente pasión por el arte. Conocido y dotado de un fuerte gusto por el arte, se convirtió en un mecenas de las artes y amigo de Vasari , Cellini , Rafael y Miguel Ángel.
Inmortalizado por Rafael, que albergaba a Miguel Ángel cuando huyó de Florencia a Roma. Miguel Ángel tenía tanta estima por Bindo (mientras despreciaba a su rival Agostino Chigi) que le regaló la caricatura de la Bendición de Noé, usada en la bóveda de la Capilla Sixtina (perdida), así como un diseño de un Venus (perdido) coloreado luego por Vasari.
También fue Miguel Ángel quien convenció a Bindo, no para reconstruir, sino para preservar la iglesia Santi Apostoli. Vasari pintó la alegoría de la Inmaculada Concepción para la capilla familiar.

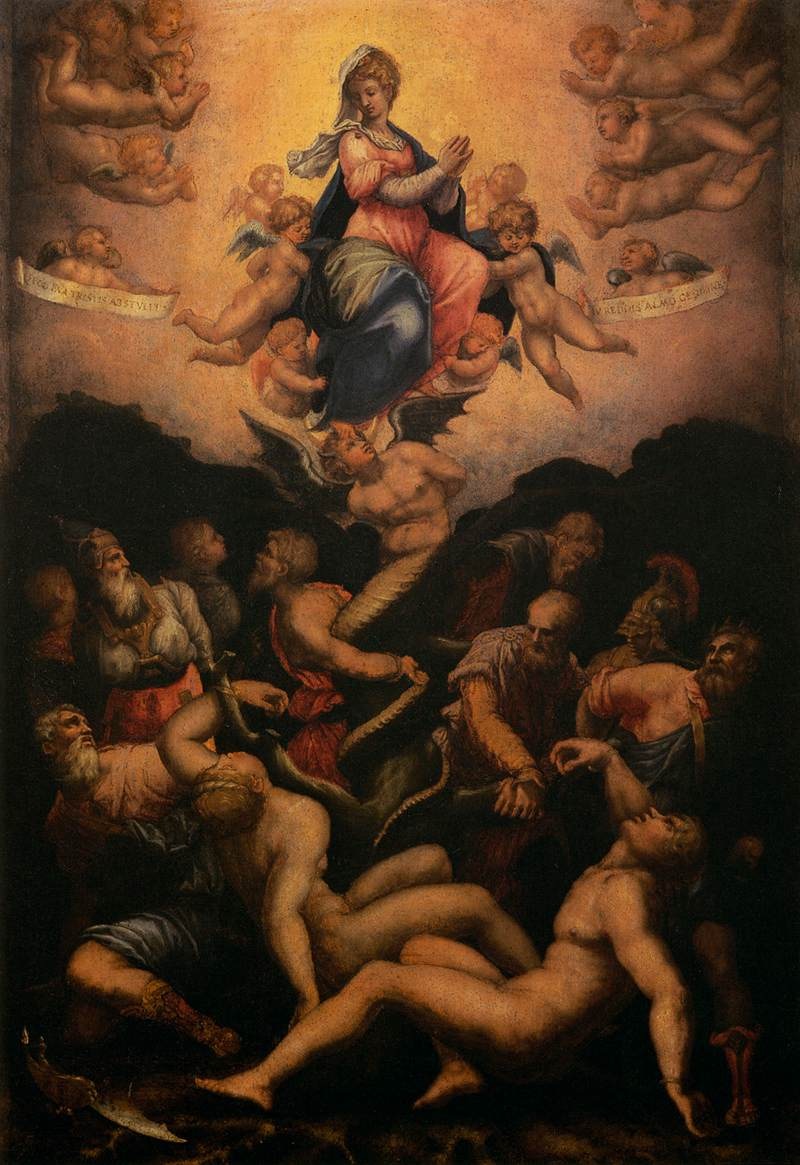
Alegoría de la Inmaculada Concepción de Vasari, capilla de Altoviti Santi Apostoli Florencia

Cuando estaba en Roma, Vasari también solía alojarse en el Palazzo Altoviti, donde pintó al fresco el Triunfo de Ceres. Cuando el palazzo fue demolido para crear los terraplenes del Tíber, los frescos fueron quitados y ahora se muestran en el Museo Nacional del Palacio Venezia. Para la villa suburbana de Bindo, Vasari pintó al fresco una vasta loggia llamada Vineyard decorada con estatuas y canicas funerarias del emperador Adriano Villa Adriana. Andrea Sansovino también regaló a Bindo un modelo de terracota de la estatua de Santiago que esculpió para el Duomo en Florencia. Trabajos encargados o dotados a Bindo Altoviti:
- Michelangelo Buonarroti - Caricatura de la bendición de Noé ( Capilla Sixtina )
- Raffaello Sanzio da Urbino - Retrato de Bindo Altoviti
- Raffaello Sanzio da Urbino - Madonna dell'Impannata
- Giorgio Vasari - La Piedad Altoviti
- Giorgio Vasari - Alegoría de la Inmaculada Concepción
- Giorgio Vasari - Frescos Trionfo di Cerere
- Giorgio Vasari - Four Seasons (perdido)
- Giorgio Vasari - Venus y Cupido (perdido)
- Giorgio Vasari - Stonetable Altoviti
- Benvenuto Cellini - Busto de Bindo Altoviti
- Andrea Sansovino - Modelo de terracota de San Jaime ( Duomo en Florencia )
- Domenico Poggini - Medalla de Bindo Altoviti
- Jacopino del Conte - Retrato de Bindo Altoviti
- Girolamo da Carpis - Retrato de Bindo altoviti
- Francesco Salviati - Fresco del triunfo de Marcos Furius Camilo
- Benedetto da Rovezzano - Tumba de Oddo Altoviti, Santa Apostoli Florencia
- Giovanni Battista Caccini - Tumba de Antonio Altoviti, Santa Apostoli Florencia
- Giovanni della Robbia - Tabernáculo de la tumba de Oddo Altoviti, Santa Apostoli Florencia
- Girolamo della Robbia - Emblema Altoviti, Palazzo Pretorioin Prato
- Giovanni Battista Naldini - Capilla de la familia Altoviti, Santa, Trinità dei Monte Roma
- Giovanni Balducci - Capilla de la familia Altoviti, Santa Trinità dei Monte Roma

## Descendientes

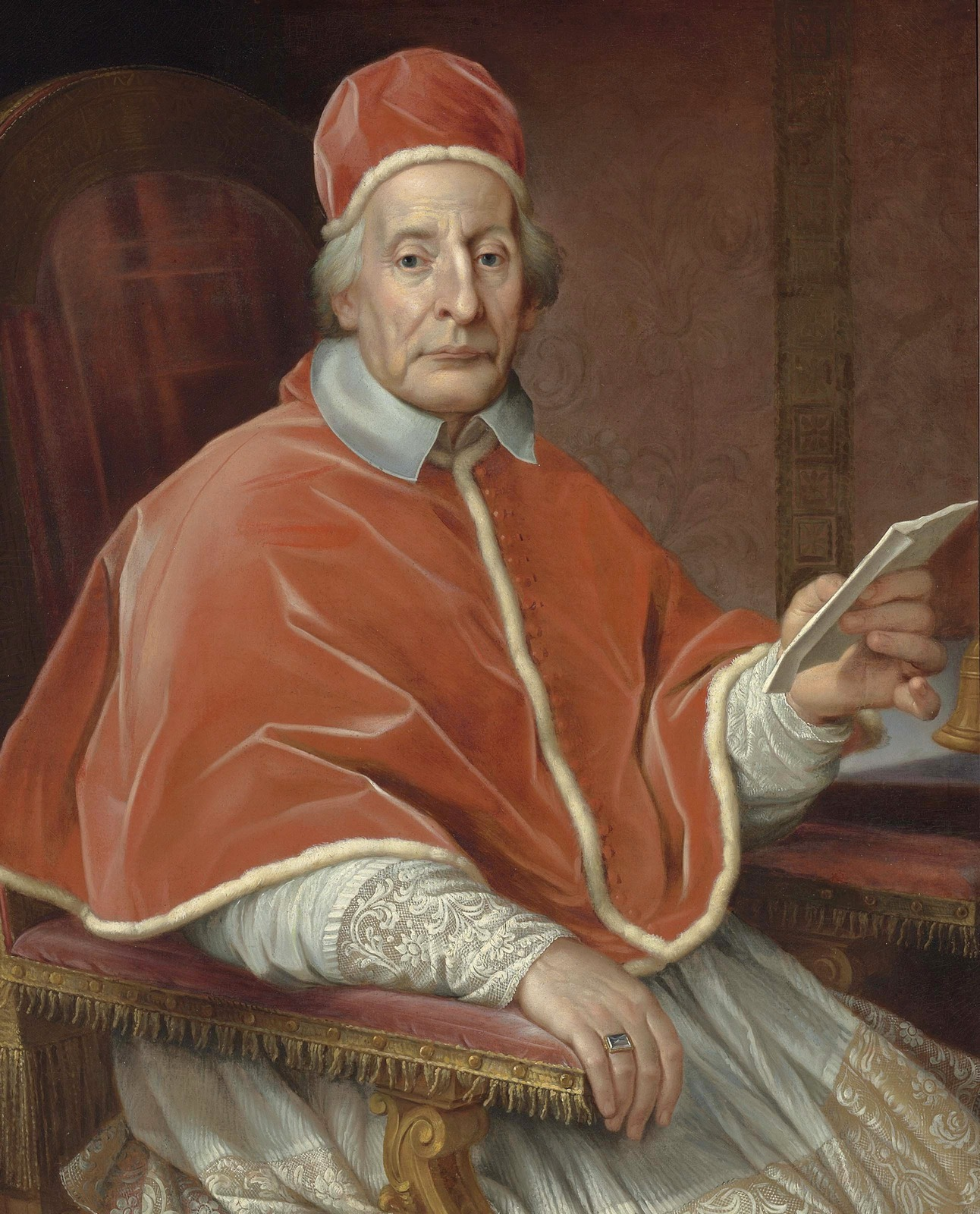
Papa Clemente XII, bisnieto de Marietta Altoviti Strozzi

Su hijo Giovanni Battista Altoviti se casó con Clarice Ridolfi, hija de Lorenzo Ridolfi, nieto de Lorenzo el Magnífico di Medici y Clarice Orsini, iniciando una reconciliación entre las casas Altoviti, Medici y Strozzi. Esto hizo posible que el otro hijo de Bindo, el arzobispo de Florencia, Antonio Altoviti, pudiera finalmente residir en su obispado. El propio Giovanni Battista siguió siendo banquero en Roma, fue dos veces cónsul de la Nazione Fiorentina y ejerció, bajo Pío V, las funciones de un general apostólico y el «Depositario dell'Abbondanza».
Francesca Altoviti se casó con Giovanni Sacchetti, un socio comercial de la familia Barberini del Papa Urbano VIII, y su hijo fue el cardenal Giulio Cesare Sacchetti , quien fue incluido dos veces en la lista de candidatos aceptables para el papado de la corte francesa en 1644 y 1655. Sus difuntos son los marqueses Altoviti de Medici y Sacchetti.
Marietta Altoviti se casó con Giambattista Strozzi y también fortaleció la unión con las casas Strozzi y Medici. Sus descendientes se convirtieron en los duques Strozzi de Bagnolo y los príncipes de Forano, los príncipes Corsini de Sismano, los duques de Casigliano y Civitella, y el más prominente Papa Clemente XII.
Su nieta Lucrezia Maria Strozzi se casó con el Príncipe Aleksander Ludwik Radziwiłł, Voivode de Polock, Gran Mariscal de Lituania y miembro de la familia Radziwiłł, magnates de Polonia y Lituania. El Príncipe Anton Radziwiłł era el esposo de Luisa de Prusia. La pareja fue patrocinadora importante de las artes en Berlín durante el siglo XIX. Su heredero posterior, el príncipe Stanisław Albrecht Radziwiłł, estuvo casado con Caroline Lee Radziwill, hermana de la fallecida primera dama, Jacqueline Kennedy Onassis, y cuñada del presidente John F. Kennedy.